# Veronikasläktet
Veronikasläktet (Veronica) är ett släkte i familjen grobladsväxter, med cirka 450 arter. De förekommer i alla världsdelar utom Antarktis. Släktet är mycket varierande och arterna kan vara allt från ettåriga till fleråriga örter, eller buskar. Senare tids forskning har visat att ett flertal släkten som tidigare hållits separata, t.ex. hebesläktet (Hebe), numera ingår i veronikasläktet.

## Bildgalleri

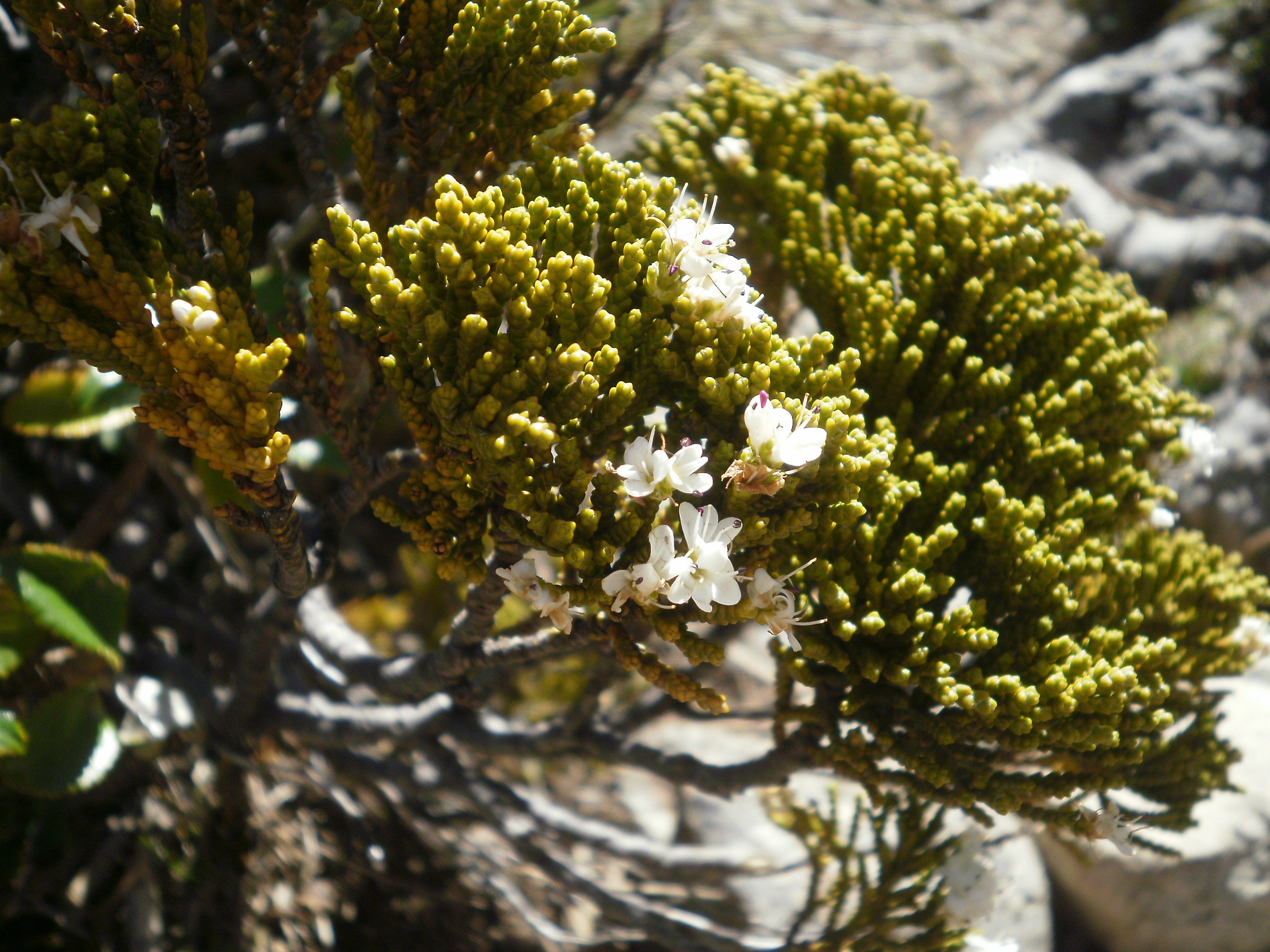
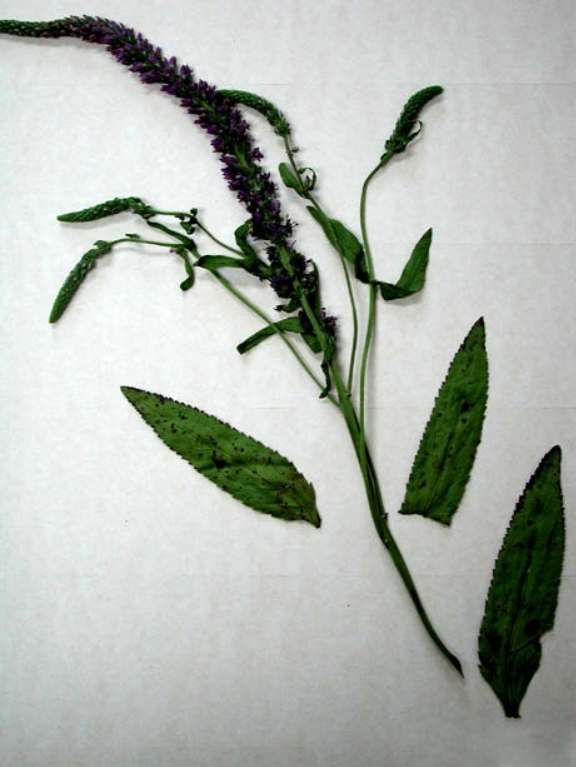
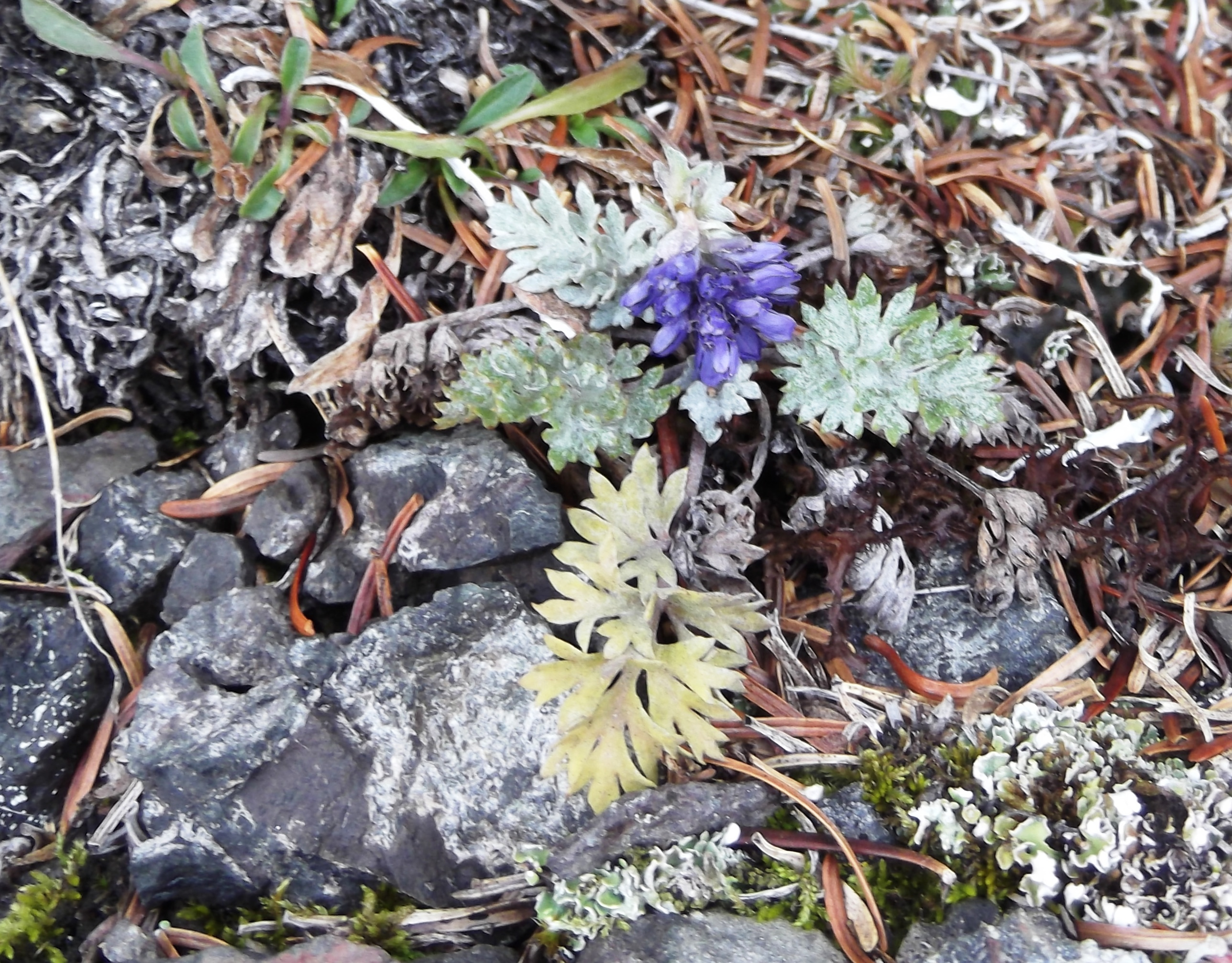
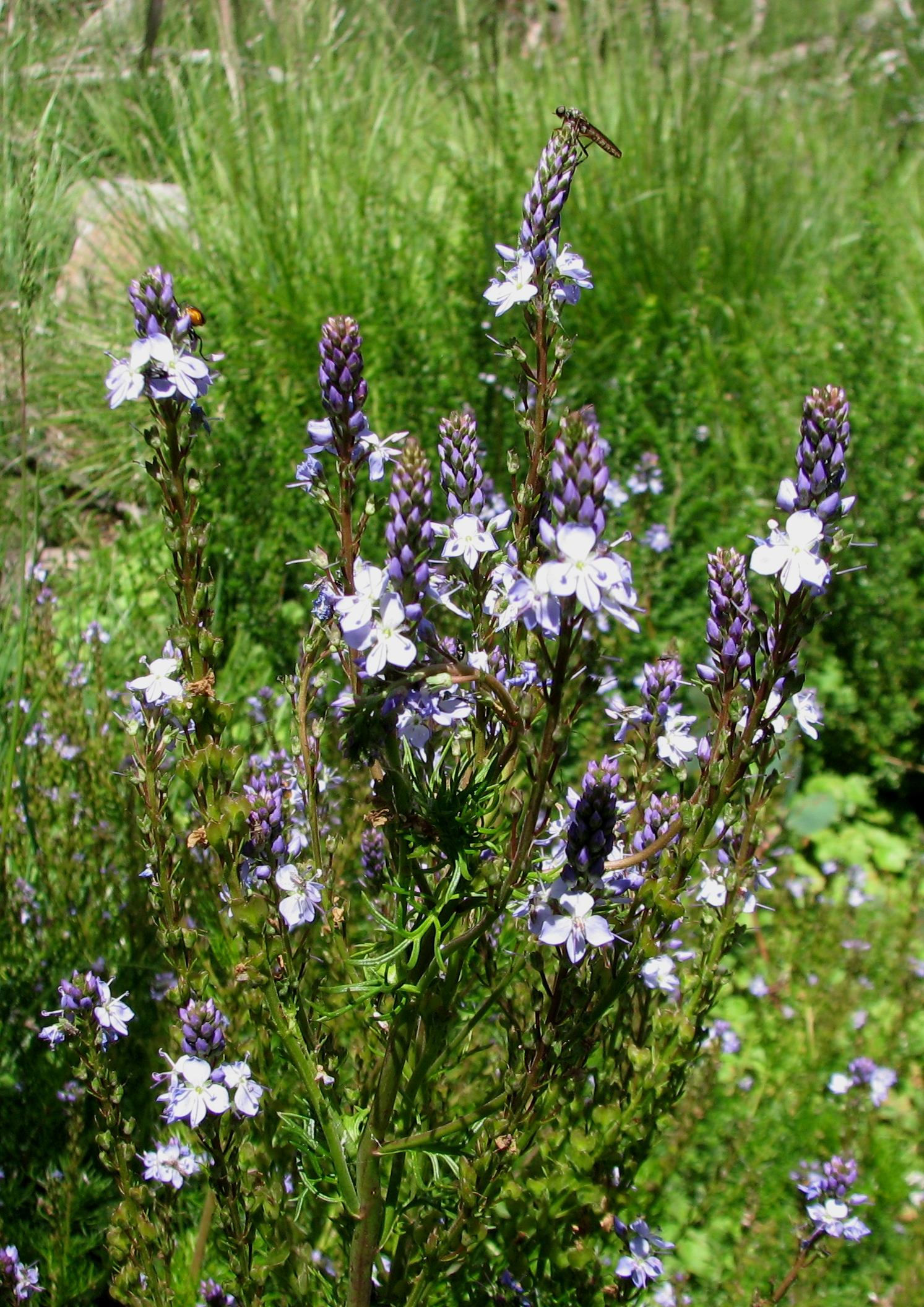
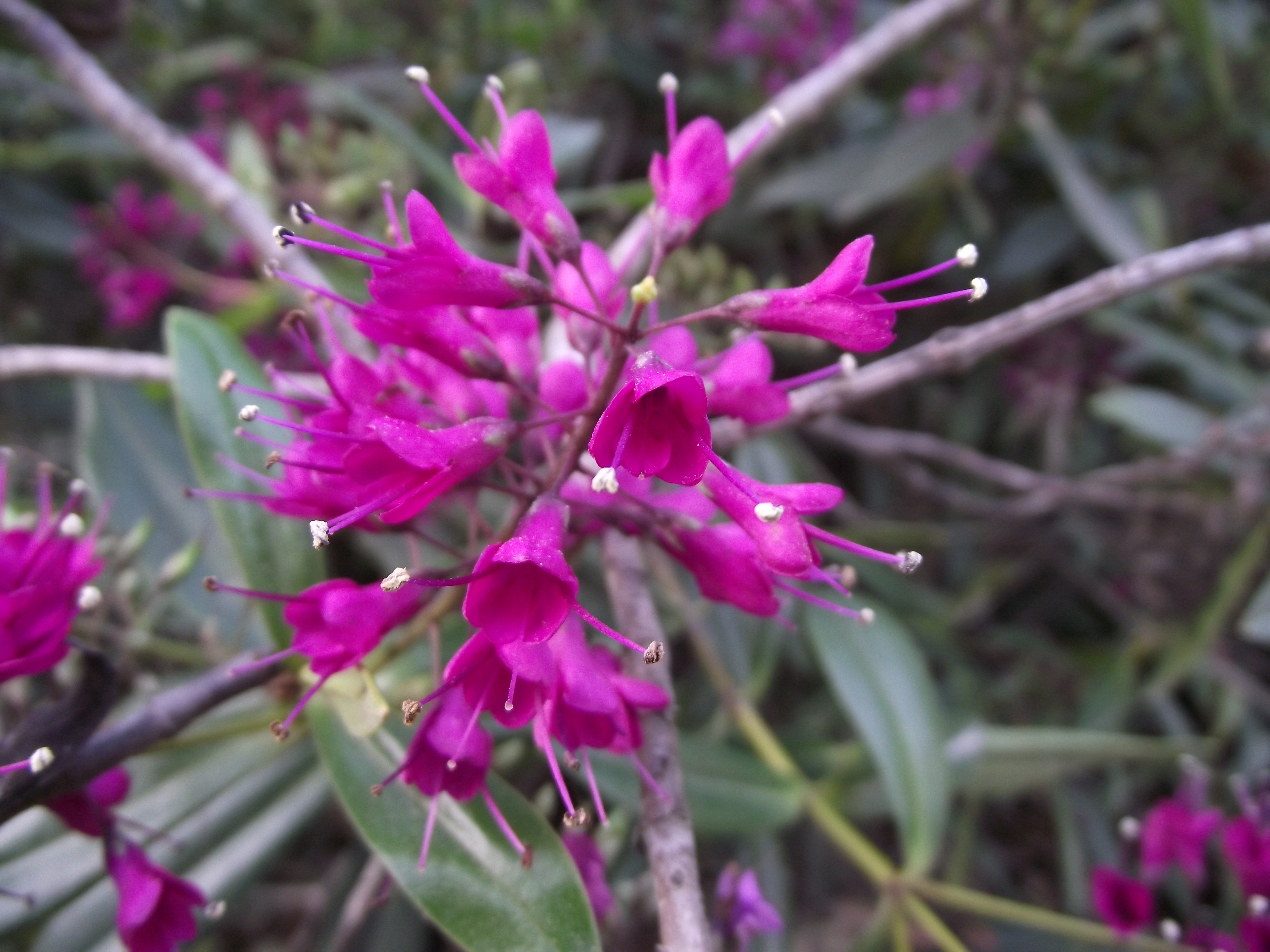

## Dottertaxa till Veronikasläktet, i alfabetisk ordning[1]
- Veronica abyssinica
- Veronica acinifolia
- Veronica acrotheca
- Veronica affinis
- Veronica agrestis
- Veronica alaskensis
- Veronica alatavica
- Veronica albicans
- Veronica albiflora
- Veronica allahuekberensis
- Veronica allanii
- Veronica allionii
- Veronica alpina
- Veronica altaica
- Veronica americana
- Veronica amoena
- Veronica amplectens
- Veronica amplexicaulis
- Veronica anagallis-aquatica
- Veronica anagalloides
- Veronica angustisala
- Veronica angustissima
- Veronica annulata
- Veronica antalyensis
- Veronica aphylla
- Veronica aragonensis
- Veronica archboldii
- Veronica arcuata
- Veronica arenaria
- Veronica arganthera
- Veronica arguta
- Veronica arguteserrata
- Veronica armena
- Veronica armstrongii
- Veronica arvensis
- Veronica astonii
- Veronica aucheri
- Veronica austriaca
- Veronica austrosibirica
- Veronica avromanica
- Veronica aznavourii
- Veronica bachofenii
- Veronica balansae
- Veronica banatica
- Veronica barkeri
- Veronica barrelieri
- Veronica baumgartenii
- Veronica baylyi
- Veronica beccabunga
- Veronica bellidioides
- Veronica benthamii
- Veronica besseya
- Veronica bidwillii
- Veronica biloba
- Veronica birleyi
- Veronica bishopiana
- Veronica blakelyi
- Veronica blockiana
- Veronica bogosensis
- Veronica bollonsii
- Veronica bombycina
- Veronica borisovae
- Veronica bozakmanii
- Veronica brachysiphon
- Veronica brassii
- Veronica breviracemosa
- Veronica buchananii
- Veronica bucharica
- Veronica bullii
- Veronica bungei
- Veronica cachemirica
- Veronica caespitosa
- Veronica calcicola
- Veronica californica
- Veronica callitrichoides
- Veronica calycina
- Veronica campylopoda
- Veronica cana
- Veronica canbyi
- Veronica canescens
- Veronica cantabrica
- Veronica canterburiensis
- Veronica capillipes
- Veronica capitata
- Veronica capsellicarpa
- Veronica cardiocarpa
- Veronica carminea
- Veronica carstensensis
- Veronica cassinioides
- Veronica catarractae
- Veronica catenata
- Veronica caucasica
- Veronica ceratocarpa
- Veronica cetikiana
- Veronica chamaedrys
- Veronica chamaepithyoides
- Veronica chathamica
- Veronica chayuensis
- Veronica cheesemanii
- Veronica chinoalpina
- Veronica chionantha
- Veronica chionohebe
- Veronica ciliata
- Veronica ciliolata
- Veronica cinerea
- Veronica cockayneana
- Veronica colchica
- Veronica colensoi
- Veronica colostylis
- Veronica consolatae
- Veronica contandriopouli
- Veronica continua
- Veronica copelandii
- Veronica corriganii
- Veronica crawii
- Veronica cretacea
- Veronica crinita
- Veronica crista-galli
- Veronica cryptomorpha
- Veronica cuneifolia
- Veronica cupressoides
- Veronica cusickii
- Veronica cymbalaria
- Veronica czerniakowskiana
- Veronica dabneyi
- Veronica dagestanica
- Veronica dahurica
- Veronica daranica
- Veronica davisii
- Veronica debilis
- Veronica decora
- Veronica decorosa
- Veronica decumbens
- Veronica deltigera
- Veronica densiflora
- Veronica densifolia
- Veronica denudata
- Veronica derwentiana
- Veronica dichrus
- Veronica dieffenbachii
- Veronica dilatata
- Veronica dillenii
- Veronica diosmifolia
- Veronica diosmoides
- Veronica dissecta
- Veronica distans
- Veronica donetzica
- Veronica donii
- Veronica elliptica
- Veronica elmaliensis
- Veronica emodi
- Veronica epacridea
- Veronica erciyasdagii
- Veronica erinoides
- Veronica eriogyne
- Veronica euphrasiifolia
- Veronica euxina
- Veronica evenosa
- Veronica fairfieldii
- Veronica fargesii
- Veronica farinosa
- Veronica fedtschenkoi
- Veronica filifolia
- Veronica filiformis
- Veronica filipes
- Veronica flavida
- Veronica formosa
- Veronica forrestii
- Veronica fragilis
- Veronica franciscana
- Veronica francispetae
- Veronica fraterna
- Veronica fridericae
- Veronica fruticans
- Veronica fruticeti
- Veronica fruticulosa
- Veronica fuhsii
- Veronica galathica
- Veronica gaubae
- Veronica gentianoides
- Veronica gibbsii
- Veronica glandulosa
- Veronica glauca
- Veronica glaucophylla
- Veronica gorbunovii
- Veronica gorumsensis
- Veronica gracillima
- Veronica grandiflora
- Veronica grisea
- Veronica grisebachii
- Veronica grosseserrata
- Veronica gunae
- Veronica haastii
- Veronica hectorii
- Veronica hederifolia
- Veronica henryi
- Veronica hillebrandii
- Veronica himalensis
- Veronica hirta
- Veronica hispidula
- Veronica hookeri
- Veronica hookeriana
- Veronica hulkeana
- Veronica idahoensis
- Veronica imbricata
- Veronica imerethica
- Veronica incana
- Veronica inflexa
- Veronica insularis
- Veronica intercedens
- Veronica ionantha
- Veronica islensis
- Veronica japonensis
- Veronica javanica
- Veronica jovellanoides
- Veronica kaiseri
- Veronica kellowiae
- Veronica khorassanica
- Veronica kindlii
- Veronica koelzii
- Veronica kopetdaghensis
- Veronica kopgecidiensis
- Veronica kotschyana
- Veronica krumovii
- Veronica krylovii
- Veronica kurdica
- Veronica laevastonii
- Veronica laevisala
- Veronica lanosa
- Veronica lanuginosa
- Veronica lavaudiana
- Veronica laxissima
- Veronica leiocarpa
- Veronica leiosala
- Veronica lendenfeldii
- Veronica leucothrix
- Veronica lewisii
- Veronica ligustrifolia
- Veronica linariifolia
- Veronica linifolia
- Veronica linkiana
- Veronica lithophila
- Veronica liwanensis
- Veronica longifolia
- Veronica longipedicellata
- Veronica longipetiolata
- Veronica lyallii
- Veronica lycica
- Veronica lycopodioides
- Veronica maccaskillii
- Veronica macrantha
- Veronica macrocalyx
- Veronica macrocarpa
- Veronica macropoda
- Veronica macrosala
- Veronica macrostachya
- Veronica macrostemon
- Veronica magna
- Veronica mampodrensis
- Veronica mannii
- Veronica masoniae
- Veronica matthewsii
- Veronica mauksii
- Veronica maura
- Veronica maximowicziana
- Veronica mazanderanae
- Veronica melanocaulon
- Veronica melissifolia
- Veronica mexicana
- Veronica michauxii
- Veronica micrantha
- Veronica microcarpa
- Veronica minuta
- Veronica miqueliana
- Veronica mirabilis
- Veronica missurica
- Veronica monantha
- Veronica montana
- Veronica montbretii
- Veronica monticola
- Veronica mooreae
- Veronica morrisonicola
- Veronica multifida
- Veronica muratae
- Veronica murrellii
- Veronica musa
- Veronica myosotoides
- Veronica myriantha
- Veronica nakaiana
- Veronica nana
- Veronica nevadensis
- Veronica nipponica
- Veronica nivea
- Veronica notabilis
- Veronica notialis
- Veronica nummularia
- Veronica oblongifolia
- Veronica obtusata
- Veronica ochracea
- Veronica odora
- Veronica oetaea
- Veronica officinalis
- Veronica ogurae
- Veronica olgensis
- Veronica oligosperma
- Veronica oltensis
- Veronica onoei
- Veronica opaca
- Veronica orchidea
- Veronica orientalis
- Veronica ornata
- Veronica orsiniana
- Veronica ovata
- Veronica paederotae
- Veronica paludosa
- Veronica paniculata
- Veronica panormitana
- Veronica papuana
- Veronica pareora
- Veronica parnkalliana
- Veronica parviflora
- Veronica parvifolia
- Veronica pauciramosa
- Veronica paysonii
- Veronica pectinata
- Veronica peduncularis
- Veronica pentasepala
- Veronica perbella
- Veronica peregrina
- Veronica perfoliata
- Veronica persica
- Veronica petraea
- Veronica petriei
- Veronica phormiiphila
- Veronica pimeleoides
- Veronica pinguifolia
- Veronica pinnata
- Veronica piroliformis
- Veronica planopetiolata
- Veronica plantaginea
- Veronica platycarpa
- Veronica plebeia
- Veronica polifolia
- Veronica polita
- Veronica polium
- Veronica polozhiae
- Veronica ponae
- Veronica pontica
- Veronica praecox
- Veronica propinqua
- Veronica prostrata
- Veronica pubescens
- Veronica pulvinaris
- Veronica punicea
- Veronica pusanensis
- Veronica pusilla
- Veronica qingheensis
- Veronica quezelii
- Veronica rakaiensis
- Veronica ramosissima
- Veronica ranunculina
- Veronica raoulii
- Veronica rapensis
- Veronica rechingeri
- Veronica recurva
- Veronica regina-nivalis
- Veronica repens
- Veronica reuterana
- Veronica reverdattoi
- Veronica rhodopaea
- Veronica riae
- Veronica rigidula
- Veronica ritteriana
- Veronica rivalis
- Veronica robusta
- Veronica rockii
- Veronica rosea
- Veronica rotunda
- Veronica rubra
- Veronica rubrifolia
- Veronica rupicola
- Veronica sajanensis
- Veronica salicifolia
- Veronica salicornioides
- Veronica samuelssonii
- Veronica sapiehae
- Veronica sapozhnikovii
- Veronica sartoriana
- Veronica satureiifolia
- Veronica saturejoides
- Veronica saxicola
- Veronica scardica
- Veronica schistosa
- Veronica schizantha
- Veronica schmakovii
- Veronica schmidtiana
- Veronica scopulorum
- Veronica scrupea
- Veronica scutellata
- Veronica semiglabrata
- Veronica senex
- Veronica sennenii
- Veronica sergievskiana
- Veronica serpyllifolia
- Veronica sessiliflora
- Veronica siaretensis
- Veronica sibthorpioides
- Veronica sieboldiana
- Veronica simensis
- Veronica simulans
- Veronica smirnovii
- Veronica sobolifera
- Veronica societatis
- Veronica spathulata
- Veronica speciosa
- Veronica spectabilis
- Veronica spicata
- Veronica spirei
- Veronica spuria
- Veronica stamatiadae
- Veronica stenophylla
- Veronica stewartii
- Veronica stricta
- Veronica strictissima
- Veronica strigosa
- Veronica stylophora
- Veronica subalpina
- Veronica subfulvida
- Veronica sublobata
- Veronica subsessilis
- Veronica subtilis
- Veronica sutchuensis
- Veronica syriaca
- Veronica szechuanica
- Veronica tairawhiti
- Veronica taiwanalpina
- Veronica taiwanica
- Veronica tauricola
- Veronica telephiifolia
- Veronica tenuifolia
- Veronica tenuissima
- Veronica tetragona
- Veronica tetrasticha
- Veronica teucrium
- Veronica thessalica
- Veronica thomsonii
- Veronica thymelaeoides
- Veronica thymifolia
- Veronica thymoides
- Veronica tianschanica
- Veronica tibetica
- Veronica topiaria
- Veronica townsonii
- Veronica traversii
- Veronica treadwellii
- Veronica trifida
- Veronica triloba
- Veronica triphyllos
- Veronica truncatula
- Veronica tsinglingensis
- Veronica tubata
- Veronica tumadzhanovii
- Veronica tumida
- Veronica turbicola
- Veronica turrilliana
- Veronica umbelliformis
- Veronica undulata
- Veronica uniflora
- Veronica uralensis
- Veronica urticifolia
- Veronica urvilleana
- Veronica utahensis
- Veronica vadiniensis
- Veronica wallii
- Veronica vandasii
- Veronica vandellioides
- Veronica vandewateri
- Veronica vanensis
- Veronica velutina
- Veronica vendettadeae
- Veronica venustula
- Veronica verna
- Veronica vernicosa
- Veronica wilhelminensis
- Veronica vindobonensis
- Veronica violiifolia
- Veronica viscosa
- Veronica wormskjoldii
- Veronica wyomingensis
- Veronica yildirimlii
- Veronica yunnanensis
- Veronica yushanchienshanica
- Veronica zygantha